# Auca coctei
Auca coctei är en fjärilsart som beskrevs av Félix Édouard Guérin-Méneville 1832. Auca coctei ingår i släktet Auca och familjen praktfjärilar. Inga underarter finns listade i Catalogue of Life.